# Tirol Oriental

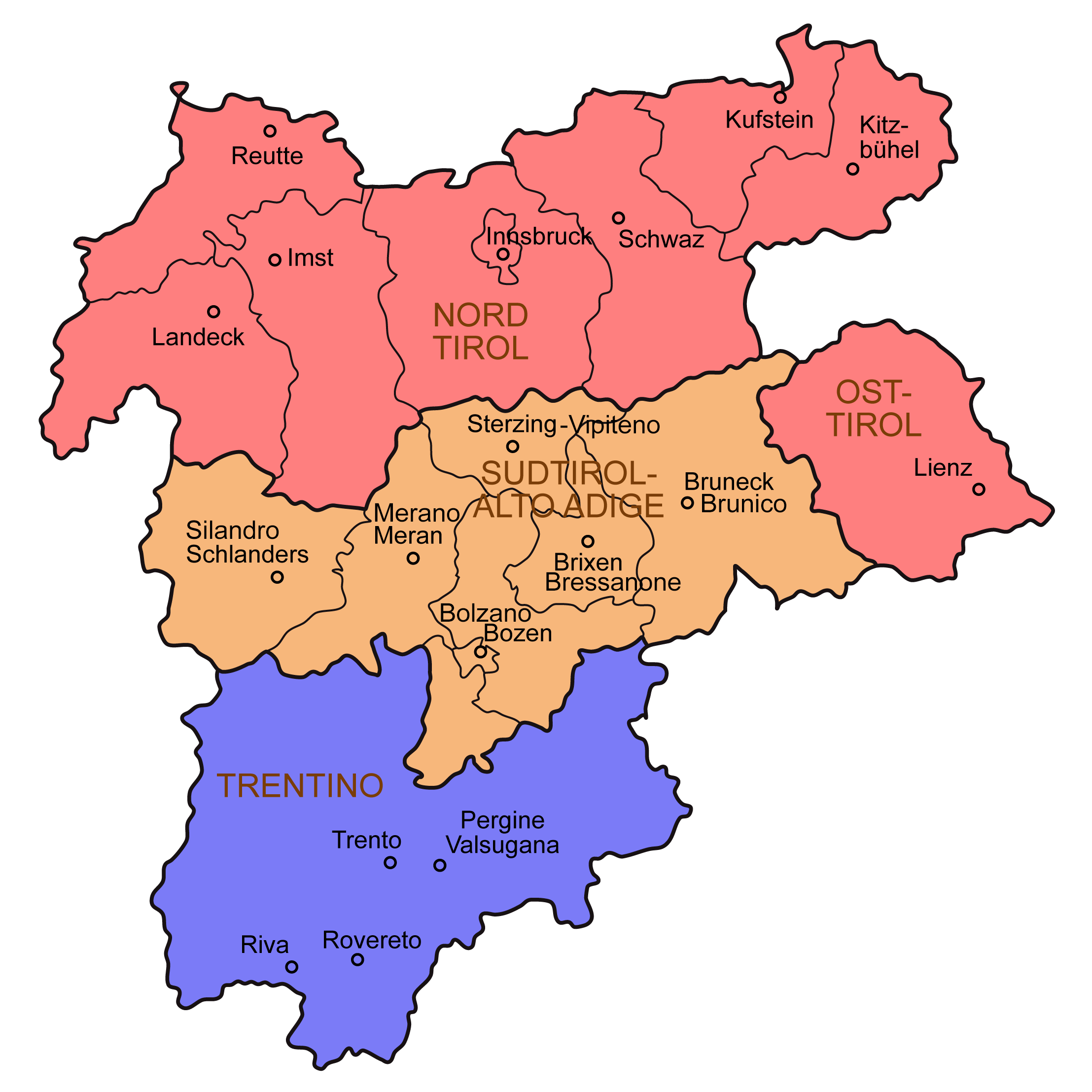
Territori de l'antiga Corona d'Àustria, partit entre
Tirol, Àustria: Tirol Nord i Est
Sud Tirol, Itàlia
Trentino, Itàlia

El Tirol Oriental o Tirol Est (alemany: Osttirol), és un exclavament de l'estat d'Àustria de Tirol, separat de la part del Tirol del Nord per la curta frontera comuna de Salzburg i el Tirol Sud italià.

## Història
La zona al voltant de l'antic municipium romà d'Aguntum estava la segle xii dominat pels Comtes de Gorizia, els quals residien a Lienz i heretaren el Comtat de Tirol el 1253. Els comtes de Gorizia van retenir Lienz fins a l'extinció de la seva línia el 1500. L'Emperador Maximilià I, finalment l'incorporà dins el Tirol d'Àustria.
La situació actual del Tirol Oriental sorgeix del final de la Primera Guerra Mundial i els territoris que va obtenir Itàlia pel Tractat de Saint-Germain-en-Laye (1919)

## Turisme
El Parc Nacional de Hohe Tauern es troba al Tirol Oriental i inclou muntanyes com Großglockner i Großvenediger.